# Santa Llúcia (la Pobla de Segur)
L'església de Santa Llúcia de Sant Joan de Vinyafrescal és una capella del municipi de la Pobla de Segur, al Pallars Jussà.
Està situada al nord-est del poble de Sant Joan de Vinyafrescal, a prop i al sud-oest de Casa Pau, a prop i a ponent de la carretera C-13, a l'esquerra del barranc de Santa Llúcia.